# Lote Número 249
Lote Número 249 es un relato corto de terror gótico del escritor británico Arthur Conan Doyle, publicado por primera vez en Harper's Magazine en 1892. La historia habla de un atleta de la Universidad de Oxford llamado Abercrombie Smith que se da cuenta de una extraña serie de acontecimientos que rodean a Edward Bellingham, un estudiante de egiptología que posee muchos artefactos del antiguo Egipto, incluida una momia. Después de ver cómo su momia desaparece y reaparece, y de que los enemigos de Bellingham sean atacados en dos ocasiones, Smith llega a la conclusión de que Bellingham está reanimando a su momia. Smith se enfrenta a Bellingham, que niega que sea así; al día siguiente, Smith es atacado por la momia y escapa. Smith obliga entonces a Bellingham a destruir su momia y los artefactos asociados a punta de pistola.
Escrito durante un periodo de gran interés europeo por la cultura egipcia conocido como egiptomanía, "Lote nº 249" se inspiró en los intereses de Doyle por lo sobrenatural, el crimen y la egiptología. Aunque las momias reanimadas ya habían aparecido en la literatura inglesa, el relato de Doyle fue el primero en presentar una como peligrosa. El relato ha sido ampliamente antologado y ha recibido críticas positivas por parte de los críticos, incluyendo los elogios de los autores H. P. Lovecraft y Anne Rice. Los críticos han comparado el relato con los escritos de Edgar Allan Poe y H. Rider Haggard y han interpretado que contiene temas de imperialismo y masculinidad. "Lote nº 249" ha sido adaptado al cine y a la televisión, y ha influido significativamente en los medios posteriores que representan a las momias, así como en otras obras de ficción de terror.

## Sinopsis

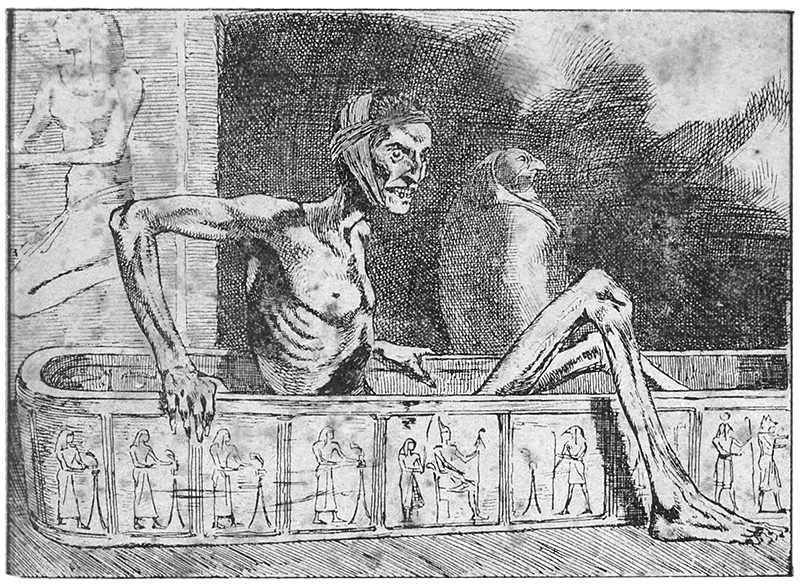
Una ilustración de la momia del "Lote nº 249" de Martin van Maële.

En 1884, Abercrombie Smith, un atleta y estudiante de medicina de la Universidad de Oxford, es llamado a las habitaciones de su vecino y compañero de estudios Edward Bellingham. Bellingham, un fanático estudiante de egiptología que posee numerosos objetos del antiguo Egipto, se ha desmayado a causa de una fuerte conmoción. Mientras Smith utiliza sus habilidades médicas para reanimar a Bellingham, el amigo de éste, William Monkhouse Lee (con cuya hermana Bellingham está prometido), le explica que Bellingham tiene una curiosa obsesión con una momia egipcia que adquirió en una subasta. Bellingham guarda la momia en su habitación, y la ha bautizado como "Lote 249", ya que esas fueron las palabras que los subastadores pusieron en su caja.
Durante las siguientes semanas, Smith se ve perturbado con frecuencia por el sonido de murmullos que provienen de la habitación de Bellingham. El conserje del edificio, Thomas Styles, le confía a Smith que ha oído algo que se pasea por la habitación de Bellingham mientras éste no está. Poco después, un estudiante llamado Long Norton, contra quien Bellingham guarda un antiguo rencor, es atacado violentamente por una figura misteriosa y aparentemente inhumana. Sospechando que Bellingham está relacionado con la agresión, Smith jura evitar por completo a su vecino.
Poco después, Monkhouse Lee lanza una advertencia a Smith contra Bellingham. Le explica que ha cancelado el compromiso de su hermana con Bellingham, después de que éste le confiara un terrible secreto sobre el que ha jurado guardar silencio. Más tarde, al pasar por la habitación de Bellingham, Smith es testigo de cómo la momia se desvanece e inexplicablemente reaparece en su sarcófago.
Tras descubrir que Lee ha sido atacado de forma similar a Norton, Smith concluye que Bellingham ha dado vida a la momia y la envía a atacar a las personas que le desagradan. Smith se enfrenta a Bellingham furiosamente por el ataque a Lee, pero Bellingham niega cualquier implicación. La noche siguiente, Smith es perseguido por la momia mientras pasea por un oscuro camino rural. Huyendo aterrorizado, escapa por poco de la criatura. Se da cuenta de que su propia vida está ahora en peligro y debe actuar para detener la maldad de Bellingham. Al día siguiente, Smith entra en la habitación de Bellingham y le obliga a punta de pistola a quemar la momia y todos los objetos relacionados con su animación. Una vez destruido todo, Smith jura volver si Bellingham vuelve a intentar alguna actividad de este tipo. Bellingham abandona inmediatamente la universidad y huye a Sudán.

## Trasfondo

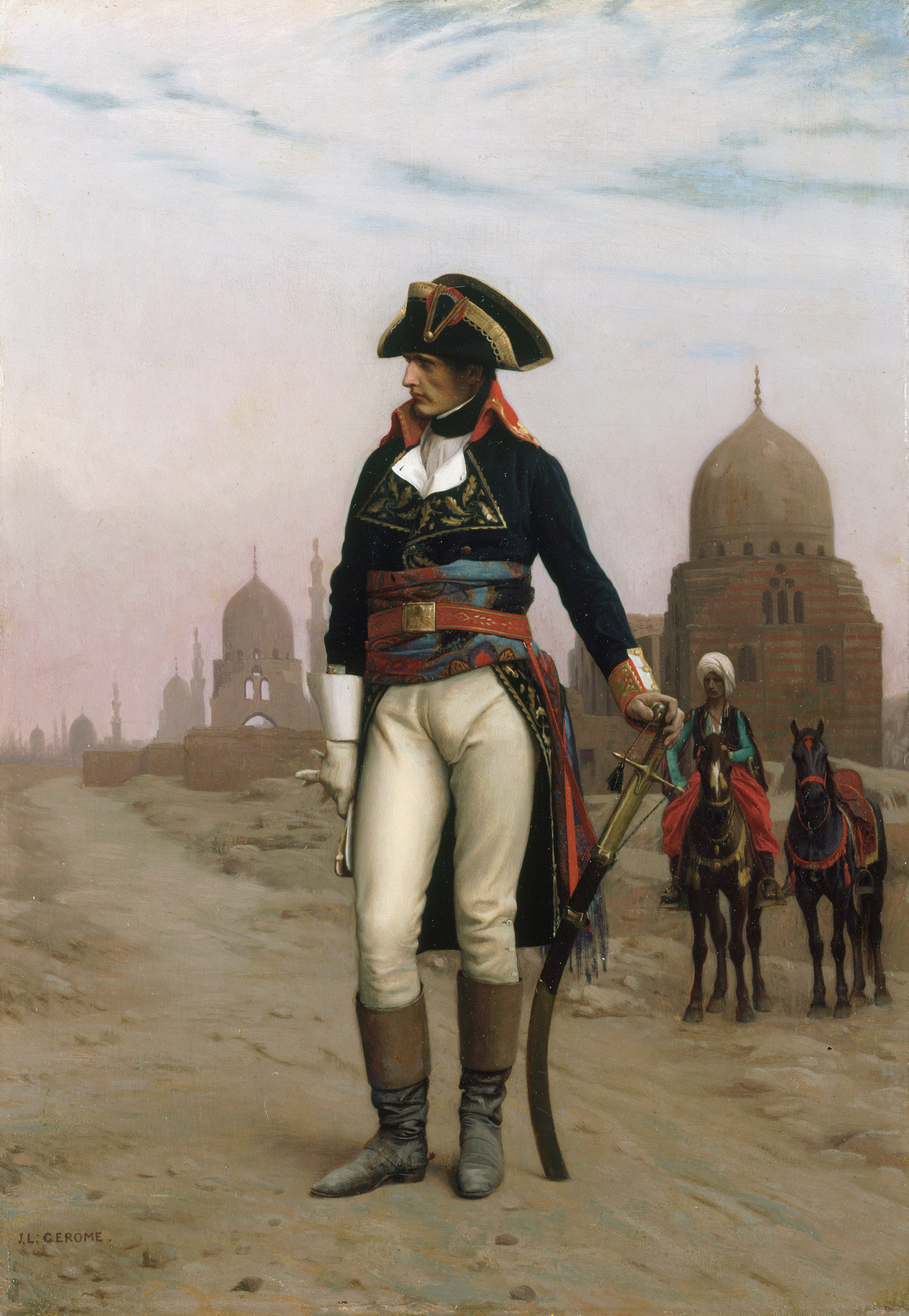
La Campaña Egipcia de Napoleón (1798-1801) inspiró la egiptomanía.

Durante el siglo XIX, la campaña egipcia de Napoleón (1798-1801), combinada con la traducción de la Piedra de Rosetta, llevó a muchos europeos a fascinarse con el arte, la arquitectura, la ciencia y la religión egipcias, una fascinación que se conoció como egiptomanía. La egiptomanía hizo que las momias se convirtieran en un "tema perdurable en la ficción occidental". En su obra Horror Literature through History: An Encyclopedia of the Stories that Speak to Our Deepest Fears: Volumen 1, Matt Cardin contextualiza "Lot No. 249" como un ejemplo de egiptomanía. A principios de la década de 1880, se descubrió la momia de Ramsés II, que se creía que era el faraón del Éxodo, y los británicos ocuparon Egipto con su ejército. Estos dos acontecimientos desencadenaron una "fascinación por los muertos vivientes egipcios" de finales de la época victoriana, popularizada por la novela Cleopatra (1889) de H. Rider Haggard. Sir Arthur Conan Doyle se sintió motivado a escribir "Lot No. 249" debido a su interés por lo sobrenatural, el crimen y la egiptología.
"Lote. Nº 249" no fue la primera obra de la literatura inglesa en incluir una momia reanimada; esa distinción corresponde a "¡La Momia!" de Jane Webb. (1827), una novela de ciencia ficción muy influida por Frankenstein (1818) de Mary Shelley. Otras obras literarias sobre momias anteriores a "Lote nº 249" son "Conversación con una momia" (1845), un relato corto de Edgar Allan Poe, y el propio relato corto de Doyle "El anillo de Thot" (1890). Lo que diferencia a "Lote nº 249" de las anteriores representaciones literarias de momias reanimadas es que Doyle retrató a su momia como peligrosa. Richard Bleiler escribe en Mummies around the World: An Encyclopedia of Mummies in History, Religion and Popular Culture que Doyle se basó en "descubrimientos arqueológicos contemporáneos en Egipto" al escribir la historia, pero no en ningún modelo literario. Sin embargo, Rafe McGregor escribe que "Lot No. 249" tiene una atmósfera que recuerda a Los Crímenes de la calle Morgue (1841) de Poe, una historia que le encantaba a Doyle. McGregor también plantea la hipótesis de que la comparación de la momia con un mono en "Lot No. 249" podría ser una referencia directa al relato de Poe. Matt Cardin, sin embargo, considera que "Lot No. 249" utiliza simplemente una estructura de misterio "estándar". Roger Luckhurst identifica el relato de Doyle como una obra de ficción gótica que resucita tropos góticos anteriores de "venganza, herencia y las consecuencias de la posesión". El relato se publicó por primera vez en Harper's Magazine en septiembre de 1892 y se incluyó en la antología de temática médica de Doyle Round the Red Lamp (1894).

## Temas

### Imperialismo

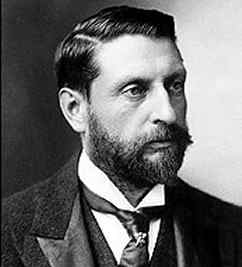
"Lote nº 249" se ha comparado a menudo con las novelas de H. Rider Haggard.

Hacia finales del siglo XIX, se acrecentaba un sentimiento de que Gran Bretaña estaba en decadencia debido a la creencia de que el mundo estaba degenerando moral y culturalmente, incluso mientras el Imperio Británico se expandía. Este temor, recogido en el influyente libro de Max Nordau, Degeneración (1892), se vio favorecido por el hecho de que Gran Bretaña se enfrentaba a las amenazas económicas de Europa y Estados Unidos. Estas circunstancias dieron lugar a un subgénero de la ficción gótica que Emily Adler denomina "gótico imperial", que se ocupa del temor británico a ser invadido por culturas extranjeras. Adler cita "Lot. No. 249" y las novelas de Rider Haggard Las minas del rey Salomón (1885) y Ella: Una Historia de Aventura (1887) como ejemplos de este subgénero. Sin embargo, Deaglán Ó Donghaile consideró el relato de Doyle como una crítica al imperialismo. En Blasted Literature, escribe que "el relato cuestiona hasta qué punto el colonialismo, con su absorción de las culturas de los colonizados, desestabiliza la perspectiva de la posición del sujeto imperial y metropolitano. Aunque el proceso de asimilación imperial está simbolizado por el museo privado que Bellingham guarda en sus habitaciones... al final parece que es la momia y no él quien tiene el control". Ó Donghaile sostiene además que la representación xenófoba de Egipto en el relato representa en realidad la amenaza contemporánea de la violencia política irlandesa contra los británicos.

### Masculinidad
Rafe McGregor señala que Abercrombie Smith es un estereotipo de "imagen de hombre que Doyle admiraba y trataba de proyectar de sí mismo" y que muchas historias de Doyle, en particular sus obras de ficción extraña, carecen de tales personajes. En Masculinity and the New Imperialism: Rewriting Manhood in British Popular Literature 1870-1914, Bradley Deane escribe que la momia de "Lot No. 249" es una de las primeras momias de ficción que se presenta como un "competidor masculino". Deane opina que algunas obras anteriores de la literatura popular británica, como She, caracterizaban a los británicos como masculinos y a sus enemigos como femeninos; considera que Doyle subvirtió esta expectativa al hacer de la momia una "figura masculina, descerebrada pero fuerte y veloz, que amenaza con derrotar a un joven atleta de Oxford en una aterradora carrera a pie". Deane sostiene que la falta de una distinción masculina/femenina entre Smith y la momia "sugiere una fragmentación más oscura de la identidad y una inversión castrante de la jerarquía imperial".

## Recepción de la crítica
Rudyard Kipling dijo que el cuento le provocó su primera pesadilla en años. En su ensayo El horror sobrenatural en la literatura (1927), H. P. Lovecraft escribió que "Doyle, de vez en cuando, daba una nota poderosamente espectral, como en "El capitán del polo-estrella", un cuento de fantasmalidad ártica, y "Lote nº 249", donde el tema de la momia reanimada se utiliza con una habilidad más que ordinaria". Anne Rice calificó el relato de "genial". David Stuart Davies disfrutó de la sutileza de la prosa de Doyle y de la "creciente sensación de horror e irrealidad" del relato, y añadió que Doyle "continuó la tradición de los grandes escritores de historias de fantasmas... permitiendo que la propia imaginación del lector realzara el brumoso cuadro pintado por el escritor". Rafe McGregor escribe en The Conan Doyle Weirdbook que "Lot No. 249" "sigue siendo un cuento extraño muy entretenido -por no decir que da vueltas-". McGregor añade que, gracias a "Lot No. 249" y a sus otras contribuciones al género, Doyle debería ser considerado un maestro de la ficción extraña. Andrew Barger dijo que: "No sólo es necesario dar más visibilidad a esta excelente historia de momias, sino que este spinetingler de Doyle es uno de los mejores relatos de terror de la última mitad del siglo XIX". En una reseña mixta, Richard Bleiler elogia el "vigor narrativo" y el ritmo "enérgico" del cuento. Sin embargo, también considera que se trata de una obra menor de la literatura victoriana, recordada principalmente por su autor y su tema, y que no es ni la mejor obra de Doyle ni la mejor obra de ficción con momias reanimadas.

## Adaptaciones
La historia es una posible influencia para el cortometraje perdido Cléopâtre (1899). El cuento fue adaptado en una producción televisiva de 1967 para el programa de la BBC Tales of Conan Doyle, así como el segmento principal de Tales from the Darkside: La película (1990). El segmento de Tales from the Darkside contiene elementos de cine slapstick y slasher. Presenta a Bellingham (interpretado por Steve Buscemi) como un estudiante que financia sus estudios mediante el tráfico de antigüedades y a la momia (interpretada por Mike Deak, el maquillador de la película) "como un instrumento de justicia social, que defiende al alumnado pobre pero capaz contra las clases explotadoras y adineradas, que están corrompiendo el sistema académico mediante el plagio". Según el libro Stephen King on the Big Screen, de Mark Browning, el "subgénero de terror de las momias" estaba "ampliamente agotado" en el momento en que se hizo la película.

## Legado
"Lote nº 249" ha sido ampliamente antologado, y su momia titular se ha convertido en un icono del terror. Rafe McGregor escribe en The Conan Doyle Weirdbook que "Lot No. 249" es "uno de los [relatos] más significativos de la historia de la ficción sobrenatural [por] ser el primero en presentar a una momia reanimada como una criatura siniestra y peligrosa". También fue la primera obra de ficción que presentaba a un hombre moderno reanimando a una momia con textos egipcios antiguos en lugar de con electricidad. Emily Adler señala que el relato de Doyle es anterior a Drácula (1897), de Bram Stoker, y a El escarabajo (1897), de Richard Marsh, en su descripción de monstruos extranjeros que invaden Gran Bretaña. McGregor identifica el relato como una influencia significativa en otros medios relacionados con las momias, como la novela de Stoker La joya de las siete estrellas (1903) y la película de Boris Karloff La momia (1932), así como en la ficción zombi. Bradley Deane considera que la masculinidad de Kharis de la franquicia de La momia, interpretada por Lon Chaney Jr., se inspiró en el relato de Doyle, mientras que Matthew Coniam opina que La momia (1959) de Hammer Film Productions se inspira en la atmósfera del "Lote nº 249". Anne Rice citó "Lote nº 249" y "El anillo de Toth" como inspiraciones para su novela "La momia o Ramsés el maldito" (1989), que dedicó a Doyle.